# 74-й меридіан східної довготи
74-й меридіан східної довготи — лінія довготи, що лежить на 74 градуси східніше Гринвіцького меридіана. Вона проходить від Північного полюса через Північний Льодовитий океан, Азію, Індійський океан, Південний океан та Антарктиду до Південного полюса.
74-й меридіан східної довготи формує велике коло разом із 106-тим меридіаном західної довготи.

## Список географічних об'єктів, що перетинає 74° сх. д.
Починаючи на Північному полюсі та рухаючись до Південного полюса, 74-й меридіан східної довготи проходить через:
| Координати                                                 | Країна, територія або море | Примітки                                                                          |
| ---------------------------------------------------------- | -------------------------- | --------------------------------------------------------------------------------- |
| 90°0′ пн. ш. 74°0′ сх. д. / 90.000° пн. ш. 74.000° сх. д.  | Північний Льодовитий океан |                                                                                   |
| 81°6′ пн. ш. 74°0′ сх. д. / 81.100° пн. ш. 74.000° сх. д.  | Карське море               |                                                                                   |
| 73°0′ пн. ш. 74°0′ сх. д. / 73.000° пн. ш. 74.000° сх. д.  | Обська губа                | Проходить західніше острова Шокальського[en], Росія                               |
| 71°54′ пн. ш. 74°0′ сх. д. / 71.900° пн. ш. 74.000° сх. д. | Росія                      | Проходить через Гиданський півострів                                              |
| 70°48′ пн. ш. 74°0′ сх. д. / 70.800° пн. ш. 74.000° сх. д. | Обська губа                |                                                                                   |
| 70°16′ пн. ш. 74°0′ сх. д. / 70.267° пн. ш. 74.000° сх. д. | Росія                      | Проходить через Гиданський півострів                                              |
| 69°5′ пн. ш. 74°0′ сх. д. / 69.083° пн. ш. 74.000° сх. д.  | Обська губа                |                                                                                   |
| 67°19′ пн. ш. 74°0′ сх. д. / 67.317° пн. ш. 74.000° сх. д. | Росія                      | Проходить східніше Омська                                                         |
| 53°38′ пн. ш. 74°0′ сх. д. / 53.633° пн. ш. 74.000° сх. д. | Казахстан                  |                                                                                   |
| 43°10′ пн. ш. 74°0′ сх. д. / 43.167° пн. ш. 74.000° сх. д. | Киргизстан                 |                                                                                   |
| 40°2′ пн. ш. 74°0′ сх. д. / 40.033° пн. ш. 74.000° сх. д.  | КНР                        | Сіньцзян                                                                          |
| 38°32′ пн. ш. 74°0′ сх. д. / 38.533° пн. ш. 74.000° сх. д. | Таджикистан                |                                                                                   |
| 37°17′ пн. ш. 74°0′ сх. д. / 37.283° пн. ш. 74.000° сх. д. | Афганістан                 |                                                                                   |
| 36°50′ пн. ш. 74°0′ сх. д. / 36.833° пн. ш. 74.000° сх. д. | Пакистан                   | Гілгіт-Балтистан — претендує Індія Хайбер-Пахтунхва Азад Кашмір — претендує Індія |
| 34°42′ пн. ш. 74°0′ сх. д. / 34.700° пн. ш. 74.000° сх. д. | Індія                      | Джамму та Кашмір — претендує Пакистан                                             |
| 34°2′ пн. ш. 74°0′ сх. д. / 34.033° пн. ш. 74.000° сх. д.  | Пакистан                   | Азад Кашмір — претендує Індія                                                     |
| 33°45′ пн. ш. 74°0′ сх. д. / 33.750° пн. ш. 74.000° сх. д. | Індія                      | Джамму та Кашмір — претендує Пакистан                                             |
| 33°37′ пн. ш. 74°0′ сх. д. / 33.617° пн. ш. 74.000° сх. д. | Пакистан                   | Азад Кашмір — претендує Індія Пенджаб                                             |
| 30°30′ пн. ш. 74°0′ сх. д. / 30.500° пн. ш. 74.000° сх. д. | Індія                      | Пенджаб Раджастхан Гуджарат Махараштра Гуджарат Махараштра Гоа                    |
| 15°1′ пн. ш. 74°0′ сх. д. / 15.017° пн. ш. 74.000° сх. д.  | Індійський океан           | Проходить східніше острова Герд[de], Австралія                                    |
| 60°0′ пд. ш. 74°0′ сх. д. / 60.000° пд. ш. 74.000° сх. д.  | Південний океан            |                                                                                   |
| 68°39′ пд. ш. 74°0′ сх. д. / 68.650° пд. ш. 74.000° сх. д. | Антарктида                 | Проходить через Австралійську антарктичну територію (претендує Австралія)         |